# Chevry (Manche)
Chevry is een plaats en voormalige gemeente in het Franse departement Manche in de regio Normandië en telt 79 inwoners (2009). De plaats maakt deel uit van het arrondissement Saint-Lô.

## Geschiedenis
Chevry maakte onderdeel uit van het kanton Tessy-sur-Vire tot dat op 22 maart 2015 werd samengevoegd met het kanton Torigni-sur-Vire tot het kanton Condé-sur-Vire. Op 1 januari 2016 fuseerde Chevry met Le Mesnil-Opac en Moyon tot de commune nouvelle Moyon Villages.

## Geografie
De oppervlakte van Chevry bedraagt 3,6 km², de bevolkingsdichtheid is dus 21,9 inwoners per km².
De onderstaande kaart toont de ligging van Chevry (Manche) met de belangrijkste infrastructuur en aangrenzende gemeenten.

## Demografie
Onderstaande figuur toont het verloop van het inwonertal (bron: INSEE-tellingen).